# Mathieu de Fossey
Mathieu Henri de Fossey (Francia, 1805-México, 1870) fue un educador y escritor francés afincado en México.

## Biografía
Nacido en Francia, llegó a México en 1830 como miembro de una expedición francesa que intentó colonizar sin éxito la región de Coatzacoalcos, al sur de Veracruz; dicha expedición fue liderada por el político Laisné de Villevêque quien había obtenido una concesión de tierras del gobierno de México, a la orilla derecha del Río Coatzacoalcos.
Decidió permanecer en México, país donde residió la mayor parte de su vida. Regresó a Francia dos años (1841-1843) a raíz de la expulsión de franceses decidida por el gobierno mexicano después de la Primera intervención francesa y, a su regreso, se estableció en la Ciudad de México donde vivió un periodo de inestabilidad política debido a la Intervención estadounidense.
En sus primeros años, trabajó como profesor de francés en su domicilio particular. Más tarde, se instaló en Guanajuato y fue elegido director de las escuelas normales del estado por el gobernador, Octaviano Muñoz Ledo, además de catedrático de gramática general e idioma castellano en el Colegio Nacional de dicho estado. Posteriormente fue nombrado miembro honorario del Instituto Geográfico y Estadístico de la República Mexicana.
Escribió varios libros ligados a sus vivencias en México, entre los que se destacan Viage á Méjico (1844), Método que se ha de seguir para aprender el francés o enseñarlo (1848), y Le Mexique (1857).
En Francia también obtuvo méritos importantes ya que era miembro titular de la Academia de Dijon. Permaneció en México hasta 1870 dejando tras de sí una gran labor como colonizador, profesor y escritor.

## Obra seleccionada
- Fossey, Mathieu de (1844). Viage á Méjico. México: Imprenta de Ignacio Cumplido.
- Fossey, Mathieu de (1848).  R., Rafael, ed. Método que se ha de seguir para aprender el francés o enseñarlo. México.
- Fossey, Mathieu de (1855).  Evaristo Oñate, Juan, ed. Compendio de gramática castellana, con anotaciones para la ilustración de los profesores de primeras letras. Guanajuato.
- Fossey, Mathieu de (1857).  Plon, Henri, ed. Le Mexique. París.